# L'Oie

L'Oie este o comună în departamentul Vendée, Franța. În 2009 avea o populație de 1,127 de locuitori.